# Франсуа-Філіп Шампань
Франсуа-Філіп Шампань (фр. François-Philippe Champagne; 25 червня 1970) — канадський адвокат та політик. Міністр міжнародної торгівлі Канади (2017—2018), міністр інфраструктури та громад (2018—2019). Міністр закордонних справ Канади в 2019—2021 роках, міністр фінасів (з 2025).

## Життєпис
Франсуа-Філіп Шампань почав вивчати право у 1989 році в Монреальському університеті. У 1992 році, після навчання в Монреалі, він став студентом в Академії міжнародного права в Гаазі (Нідерланди), де отримав сертифікат з міжнародного права. У 1994 році він став членом адвокатської колегії в Квебеку і з того ж року отримав відзнаку університету Кейс Вестерн Резерв у Клівленді (Огайо).
Працював у США в галузі права. Потім він поїхав працювати в Геную та Цюрих, де працював у ABB, потім у Лондоні у 2008 році, де працював у Amec Foster Wheeler директором стратегічного розвитку, старшим генеральним радником, головним директором з питань етики і був членом правління. Він також член кількох рад директорів, в тому числі в Корпорації Інчхон Брідж (Сеул), Центрі досконалості енергоефективності в Шавініґані та Bionest Technologies. У 2009 році він був названий серед молодих глобальних лідерів на Всесвітньому економічному форумі в Давосі, Швейцарія.

## Політична діяльність
19 травня 2014 року він був висунутий кандидатом від Ліберальної партії Канади в Сен-Моріс — Шамплайн. На федеральних виборах 19 жовтня 2015 року, він був обраним депутатом, отримавши 41,52 % поданих голосів.
3 грудня 2015 року його призначили Парламентським секретарем міністра фінансів Канади Білла Морно. 7 червня 2016 року Франсуа-Філіп Шампань виділився тим, що був названий «найефективнішим членом уряду в період усних опитувань» у щорічному опитуванні відомого тижневика The Hill Times, який висвітлює федеральну політику Канади.
10 січня 2017 року Франсуа-Філіп Шампань став членом канадського уряду, отримавши призначення міністром міжнародної торгівлі. На цій посаді він, зокрема, брав участь у частковому і тимчасовому прийнятті Комплексної економічної та торговельної угоди з Європою 21 вересня 2017 року. Після перестановки у кабінеті міністрів 18 липня 2018 року він був призначений міністром інфраструктури та громад.
20 листопада 2019 року змінив на посаді міністра закордонних справ Канади Христю Фріланд.
4 березня 2020 року відвідав Україну, де зустрівся з Президентом України Володимиром Зеленським. Він також виступив під час на церемонії офіційного завершення річної навчальної програми для вищого військового керівництва «Стратегічне лідерство: сектор безпеки і оборони України» у Києво-Могилянській бізнес-школі, в Києві та відвідав Львівщину..